# باشگاه فوتبال پارس جنوبی جم
باشگاه فوتبال پارس جنوبی جم یک باشگاه فوتبال ایرانی است که در سال ۱۳۸۶ در شهر جم تأسیس شده‌است. مالک قبل از آن پالایشگاه گاز فجر جم بوده که این تیم را در سال ۱۳۹۳ به پارس جنوبی واگذار نمود که از سال ۱۳۹۵ به مدت ۳ فصل در سطح یک فوتبال ایران و در لیگ برتر خلیج فارس حضور داشت ولی در آخرین روز مردادماه سال ۱۳۹۹ مجدداً به لیگ آزادگان سقوط کرد.
مالک این باشگاه منطقه ویژه اقتصادی انرژی پارس است.

## هواداران
هواداران باشگاه فوتبال پارس جنوبی جم را معمولاً مردم محلی تشکیل می‌دهند با این حال در بازی‌های خارج از خانه نیز گاهی هواداران این تیم در ورزشگاه حضور می‌یابند.

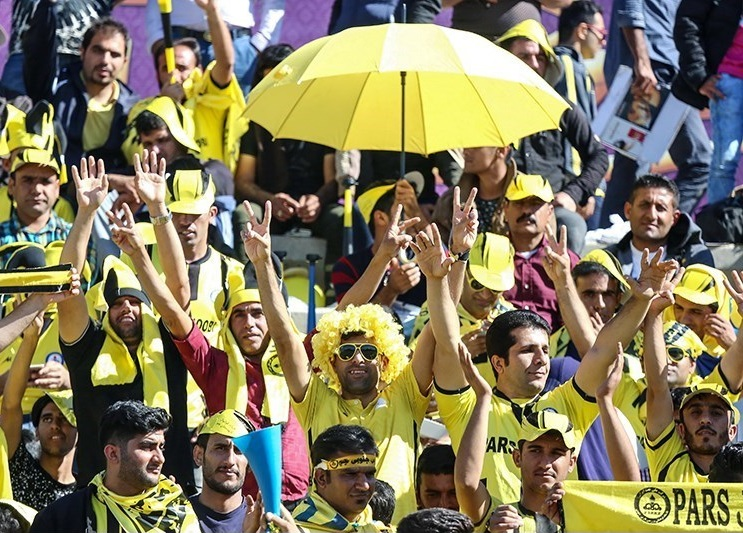
شماری از هواداران پارس جنوبی جم
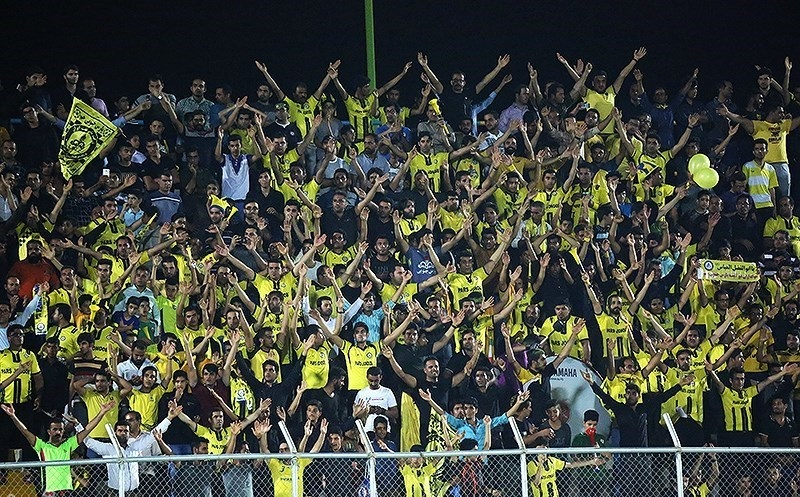
تشویق ایسلندی هواداران پارس جنوبی جم
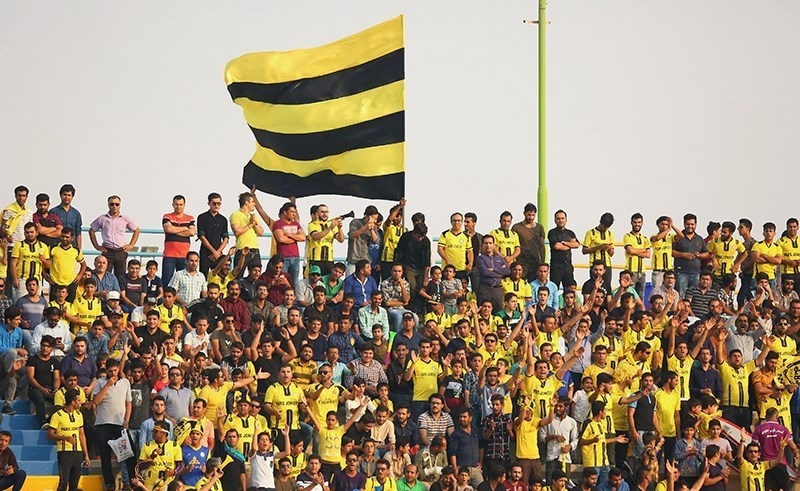
هواداران پارس جنوبی در مسابقه این تیم با سپیدرود رشت
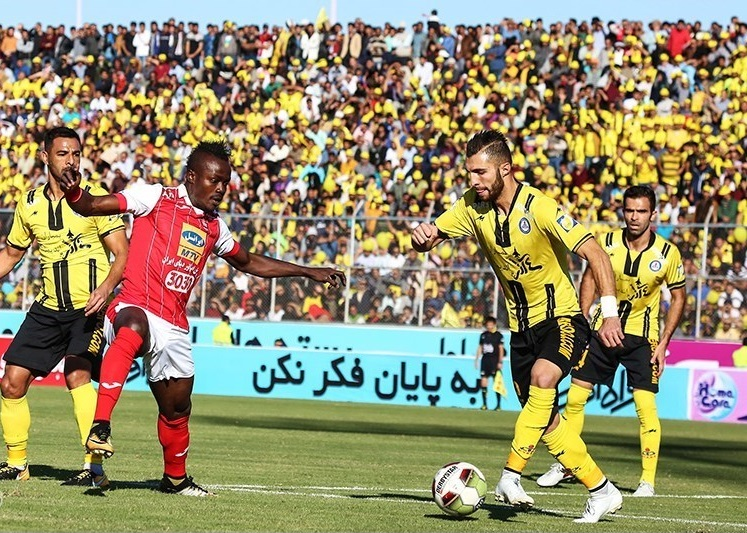
هواداران پارس جنوبی در مسابقه این تیم با پرسپولیس

## افتخارات
- لیگ آزادگان

 قهرمان(۱) : ۹۶_۱۳۹۵

## لیگ برتر خلیج فارس

### فصل ۱۳۹۶–۱۳۹۷
تیم پارس جنوبی جم در این فصل با شروع خوبی که در لیگ داشت، خیلی سریع جزو تیم‌های بالانشین جدول شد؛ این اتفاق باعث شد برخی مربیان و سرمربیان لیگ برتر به انتقاد از امکانات این باشگاه بپردازند و اینکه چطور پارس جنوبی جم با چنین امکاناتی (در صورت کسب سهمیه آسیا) می‌خواهد در لیگ قهرمانان آسیا شرکت کند.

### فصل ۱۳۹۷–۱۳۹۸
در این فصل تیم پارس جنوبی به دلیل مشکلات اقتصادی فصل خوبی را سپری نکرد و در پایان در رده دوازدهم جدول قرار گرفت.

## روند فصل به فصل
| فصل     | لیگ         | جایگاه        | جام حذفی      | یادداشت |
| ------- | ----------- | ------------- | ------------- | ------- |
| ۹۰–۱۳۸۹ | دسته دو     | پنجم گروه(۱)  | راه پیدا نکرد |         |
| ۹۱–۱۳۹۰ | دسته دو     | نهم گروه (۱)  | راه پیدا نکرد |         |
| ۹۲–۱۳۹۱ | دسته دو     | چهارم گروه(۱) |               |         |
| ۹۳–۱۳۹۲ | دسته دو     | هفتم گروه(۲)  |               |         |
| ۹۴–۱۳۹۳ | دسته دو     | سوم گروه(۲)   |               |         |
| ۹۵–۱۳۹۴ | دسته دو     | دوم گروه(۱)   |               | صعود    |
| ۹۶–۱۳۹۵ | لیگ آزادگان | قهرمان        |               | صعود    |
| ۹۷–۱۳۹۶ | لیگ برتر    | پنجم          | ۱/۱۶ نهایی    |         |
| ۹۸–۱۳۹۷ | لیگ برتر    | دوازدهم       | ۱/۸ نهایی     |         |

## بازیکنان
| شماره |       | نقش   | بازیکن         |
| ----- | ----- | ----- | -------------- |
| ۳     | ایران | مدافع | محمدرضا خدری   |
| ۴     | ایران | مدافع | امیرحسین صالحی |
| ۵     | ایران | مدافع | فردین معاونی   |
| ۷     | ایران | مهاجم | همایون افتخاری |
| ۸     | ایران | مهاجم | علی دشتی       |
| ۹     | ایران | مهاجم | حمیدرضا نادری  |
| ۱۰    | ایران | مهاجم | محمد بختیاری   |
| ۱۱    | ایران | هافبک | حسین پورامینی  |
| ۱۷    | ایران | هافبک | محمد محمدزاده  |
| ۱۸    | ایران | مدافع | علی درخشان     |
| ۲۰    | ایران | مهاجم | علی دلیر       |
| ۶۸    | ایران | هافبک | طاها حسینی     |
| ۷۰    | ایران | هافبک | عباس بوعذار    |

| شماره |       | نقش       | بازیکن            |
| ----- | ----- | --------- | ----------------- |
| ۷۷    | ایران | هافبک     | رضا جعفری         |
|       | ایران | مهاجم     | رضا خانی          |
|       | ایران | مهاجم     | فردین نجفی        |
|       | ایران | مهاجم     | محمد علیزاده      |
|       | ایران | مدافع     | میلاد باقری       |
|       | ایران | مدافع     | امیرحسین پورمحمد  |
|       | ایران | هافبک     | رضا مغانلو        |
|       | ایران | مدافع     | طاها شریعتی       |
|       | ایران | مدافع     | میلاد شیخ سلیمانی |
|       | ایران | دروازه‌بان | حسین شهریاری      |
|       | ایران | دروازه‌بان | مهرشاد اسدی       |
|       | ایران | هافبک     | ایوب کلانتری      |
|       | ایران | مهاجم     | احسان روحانی      |